# 沈阳公交117路
沈阳公交117路是沈阳公交的一条线路，由铁西区腾飞二街飞翔路到大东区小北边门，全长16.3公里。本路线每逢冬季，会开通大站快车或区间车，以方便乘客的快速出行需求。

## 历史
- 2001年6月10日，以4349路的路线编号开通，路线走向为艳粉新村至606所，票价最高3元[2]。使用车型为胜利汽车，由沈阳安运巴士有限公司负责运营。
- 2003年，路线改为电冰箱厂至劳动公园，后停运。
- 2005年1月14日，以117路的路线编号重新开通，路线走向为医大二院分院至小北边门，全长16.2公里。配车30辆，其中黄海DD6113S03型后置柴油公交车20辆，亚星JS6101G2H型后置柴油公交车10辆[3]。同时改为由沈阳康福德高安运巴士有限公司负责运营[4]。其中医大二院分院发车时间为05:20-18:30，小北边门发车时间为06:25-19:40。票制采取无人售票，1元一票制。
- 2005年2月25日，路线走向由文化路-青年大街-西滨河路-风雨坛街改为文化路-五爱街-风雨坛街，并取消省体育馆站和青年公园站，同时增设陆军总院站和地王国际花园站[5]。
- 2005年3月23日，增添10辆黄海DD6113S03型后置柴油公交车，原有的亚星JS6101G2H型后置柴油公交车分配至沈阳公交123路继续使用[6]。
- 2005年4月，增添6辆黄海DD6113S03型后置柴油公交车，此时117路配车36辆。
- 2005年5月1日，延长服务时间，其中医大二院分院末班车时间由18:30变为19:00，小北边门末班车时间由19:40变为20:10。
- 2005年7月23日，延长服务时间，其中医大二院分院末班车时间由19:00变为19:30，小北边门末班车时间由20:10变为20:40[7]。
- 2005年11月11日，被评为沈阳市公共交通第四批“标准化文明服务线路”[8]。
- 2005年12月2日，延长至腾飞二街始发[9]。同时增添6辆黄海DD6113S03型后置柴油公交车，此时117路配车42辆。
- 2006年1月23日，路线走向由八王寺街-天后宫路-德增街改为八王寺街-八王寺新开路-大北关街-德增街，[10]。
- 2006年5月21日，延长服务时间，其中腾飞二街首班车时间由05:20变为05:00，小北边门首班车时间由06:25变为06:00[11]。
- 2006年6月，增添2辆黄海DD6113S03型后置柴油公交车，此时117路配车44辆。
- 2006年8月，将始发站腾飞二街站向北移动约150米。
- 2007年1月，增添2辆黄海DD6113S03型后置柴油公交车，此时117路配车46辆。
- 2007年5月1日，临时延长服务时间至5月7日。其中腾飞二街末班车时间变为20:50，小北边门末班车时间变为22:00[12]。
- 2007年6月15日，和平南大街站更名为沈阳急救中心站[13]。
- 2007年11月，在早高峰时间加开区间车，路线自腾飞二街至展览馆。
- 2008年4月1日，延长服务时间，其中腾飞二街末班车时间由19:30变为19:50，小北边门末班车时间由20:40变为21:00。
- 2008年7月1日，为迎接2008年夏季奥林匹克运动会，117路增开奥运午夜公交，时间自腾飞二街末班车时间调整为23:00，小北边门末班车时间调整为00:00，该服务模式直至8月31日结束[14]。
- 2008年8月，三好街站、医大二院分院站、小东门站分别更名为盛京医院南湖院区站、盛京医院滑翔院区、中街（小东门）[15]。
- 2008年9月19日，因五爱街运河桥施工开始，117路临时取消陆军总院站和地王国际花园站，临时增加省体育馆站和青年公园站[16][17]。
- 2008年11月21日，五爱街运河桥施工结束，117路恢复原有走向。
- 2009年2月21日，更换为黄海DD6129S33型后置柴油公交车，共47辆。将45辆黄海DD6113S03型后置柴油公交车分配至沈阳公交115路、沈阳公交116路和沈阳公交129路继续使用[18][19]。原有的黄海DD6113S03型后置柴油公交车仅剩1辆，此时117路配车48辆。
- 2009年8月8日，因东顺城街施工开始，117路至腾飞二街方向临时取消小津桥站和中街站，临时增加小什字街站和鹏利广场站。
- 2009年8月21日，南八马路站更名为东北汽配商贸中心站[20]。
- 2009年9月1日，因南湖桥（文化路）施工开始，117路临时取消沈阳急救中心站、南湖公园西门站、方型广场站、南湖公园站和盛京医院南湖院区站，临时增加第六医院站、省体院站、盛发花园站、文体西路站、安全教育学校站、东北大学站、市交通局站、百脑汇站和沈阳音乐学院站[21]。
- 2009年9月16日，东顺城街施工结束，117路恢复原有走向。
- 2009年11月6日，南湖桥（文化路）施工结束，117路恢复原有走向[22]。
- 2010年2月7日，被评为“模范公交线路”[23]。
- 2011年11月1日，东中街站向南移动约150米[24]。
- 2012年10月8日，因朝阳街施工开始，117路临时取消大南门站、故宫站和商业城站，临时增加大南门站（临时站）、小河沿站、大东门站和中街站[25]。
- 2012年11月19日，朝阳街施工结束，117路恢复原有走向[26]。
- 2013年3月14日，至小北边门方向的诗波特小区站向北移动约200米[27]。
- 2013年6月，路线所属公司由沈阳康福德高安运巴士有限公司改为沈阳安运巴士有限公司。
- 2014年4月11日，增添1辆曾用于沈阳公交147路的黄海DD6118S13型后置柴油公交车，同时将原有仅剩的1辆黄海DD6113S03型后置柴油公交车分配至沈阳公交800路继续使用[28]。
- 2014年9月18日，增添曾用于沈阳公交111路的4辆黄海DD6129S33型后置柴油公交车和1辆亚星JS6116GHA型后置柴油公交车，同时将原有的1辆黄海DD6118S13型后置柴油公交车和2辆黄海DD6129S33型后置柴油公交车分配至沈阳公交116路支线继续使用，此时117路配车50辆。
- 2015年8月，小津桥站更名为中兴新一城站[29]。
- 2016年12月30日，更换为金龙XMQ6127GHEV22型后置气电混合动力空调公交车，共45辆。同时票价改为2元一票制。原有的黄海DD6129S33型后置柴油公交车和亚星JS6116GHA型后置柴油公交车分配至沈阳公交133路、沈阳公交148路、沈阳公交149路、沈阳公交163路、沈阳公交169路和沈阳公交170路继续使用[30][31]。

## 车站一览
| 序号 | 車站名稱         | 小北边门方向 位置（下行） | 腾飞二街飞翔路方向 位置（上行） | 换乘轨道交通 |
| ---- | ---------------- | ------------------------- | ------------------------------- | ------------ |
| 1    | 腾飞二街飞翔路   | 腾飞二街                  | 腾飞二街                        |              |
| 2    | 盛京医院滑翔院区 | 滑翔路                    | 滑翔路/腾飞二街                 |              |
| 3    | 滑翔路腾飞一街   | 滑翔路/腾飞一街           | 滑翔路                          |              |
| 4    | 生日城           | 滑翔路                    | 滑翔路                          |              |
| 5    | 滑翔公园东       | 凌空二街                  | 凌空二街                        |              |
| 6    | 天华医药         | 凌空二街/北滑翔路         | 凌空二街/北滑翔路               |              |
| 7    | 诗波特小区       | 凌空二街/飞翔路           | 凌空二街/飞翔路                 |              |
| 8    | 沈辽路兴工街     | 沈辽东路                  | 沈辽东路                        |              |
| 9    | 东北汽配商贸中心 | 南八马路/民族南街         | 南八马路/昆明南街               |              |
| 10   | 南八马路太原街   | 南八马路/天津南街         | 南八马路/太原街                 |              |
| 11   | 南八马路海口街   | 南八马路/三亚街           | 南八马路/三亚街                 |              |
| 12   | 沈阳急救中心     | 南八马路/新兴街           | 南八马路/新兴街                 |              |
| 13   | 南湖公园西门     | 南八马路/绍兴街           | 南八马路/中兴街                 |              |
| 14   | 方形广场南       | 宁波路                    | 宁波路/南五马路                 |              |
| 15   | 南湖公园         | 文化路/文化路希春巷       | 文化路/文化路希春巷             |              |
| 16   | 盛京医院南湖院区 | 文化路/文化路永安二巷     | 文化路/保安寺街                 |              |
| 17   | 展览馆           | 文化路                    | 文化路                          |              |
| 18   | 华润中心         | 青年大街                  | 青年大街                        |              |
| 19   | 青年公园西       | 青年大街                  | 青年大街                        |              |
| 20   | 彩电塔东         | 青年大街                  | 青年大街/十三纬路               | 青年公园站   |
| 21   | 第七中学         | 热闹路/热闹路合众三巷     | 热闹路/奉天街                   |              |
| 22   | 五爱西区北       | 热闹路                    | 热闹路                          |              |
| 23   | 五爱市场         | 热闹路/小南街合兴西巷     | 热闹路/小南街合兴西巷           |              |
| 24   | 热闹路大南街     | 热闹路/大南街             | 热闹路/南通天街                 |              |
| 25   | 大南门           | 朝阳街/朝阳街少帅府北巷   | 大南街                          |              |
| 26   | 南顺城路小河沿   |                           | 南顺城路/东顺城内街             |              |
| 27   | 大东门           |                           | 东顺城街                        |              |
| 28   | 东中街           |                           | 东顺城街                        | 中街站       |
| 29   | 中兴新一城       |                           | 东顺城街                        |              |
| 30   | 横街             |                           | 德增街                          |              |
| 31   | 故宫东华门       | 朝阳街/盛京路             |                                 |              |
| 32   | 商业城（钟楼）   | 朝阳街/中街路钟楼南巷     |                                 |              |
| 33   | 大北门           | 大北街/白塔路             |                                 |              |
| 34   | 八王寺街天后宫路 | 八王寺街                  | 八王寺街                        |              |
| 35   | 八王寺           | 八王寺街/甘泉路           | 八王寺街                        |              |
| 36   | 沈阳大学南门     |                           | 联合路/八王寺街                 |              |
| 37   | 小北边门         | 边墙路                    | 边墙路                          |              |

## 事故
- 2011年9月2日下午5时左右，一辆117路公交车因乘客与司机之间的纠纷，导致公交车失去控制，撞向了南五马路的铁路实验中学站台，并导致3名路人受伤[33]。
- 2012年8月2日中午12时30分左右，2辆117路公交车在五爱市场西区站附近与246路发生连环追尾事故，并导致7名乘客受伤[34]。
- 2016年10月27日上午9时30分左右，一辆297路公交车在第七中学站被一辆117路公交车追尾，导致20多名乘客受伤[35]。